# Xã Beech Creek, Quận Clinton, Pennsylvania
Xã Beech Creek (tiếng Anh: Beech Creek Township) là một xã thuộc quận Clinton, tiểu bang Pennsylvania, Hoa Kỳ. Năm 2010, dân số của xã này là 1.015 người.